# Henri Lazarof
Henri Lazarof (búlgaro: Хенри Лазаров) (12 de abril de 1932 - 29 de diciembre de 2013) fue un compositor búlgaro nacionalizado estadounidense. 

## Biografía
Nacido en Sofía (Bulgaria), su formación musical formal comenzó en Israel con Paul Ben-Haim. Tras un breve paso por Roma, Lazarof se instaló en Estados Unidos, estudiando con Harold Shapero y Arthur Berger en la Universidad Brandeis. Tras obtener una maestría en 1959, Lazarof comenzó a enseñar composición en UCLA y participó activamente en la promoción de la música de sus contemporáneos. En 1987 recibió el título de Profesor Emérito de la Universidad de California en Los Ángeles (UCLA). Entre sus estudiantes más notables se incluyen nombres como David Lang, Don Davis y Daniel Kessner.
Lazarof escribió siete sinfonías, nueve cuartetos de cuerda, conciertos para clarinete, violín y violonchelo y un octeto de cuerda, así como numerosas piezas para música de cámara. Quizá su obra más conocida sean sus Tableaux para piano y orquesta. Su música ha sido grabada en los sellos Composers Recordings, Inc., Naxos Records, Delos y Laurel Records. En total, produjo 126 piezas musicales durante su carrera. 
En diciembre de 2007, el matrimonio formado por Henri y Janice Lazarof, donó al Museo de Arte del Condado de Los Ángeles 130 obras, en su mayoría modernistas, cuyo valor se estimaba en más de 100 millones de dólares.  La colección incluye 20 obras de Picasso, acuarelas y pinturas de Paul Klee y Wassily Kandinsky y un número considerable de esculturas de Alberto Giacometti, Constantin Brâncuși, Henry Moore, Willem de Kooning, Joan Miró, Louise Nevelson, Archipenko y Arp .  
Lazarof falleció de la enfermedad de Alzheimer en Los Ángeles el 29 de diciembre de 2013.